# Tromborn
Tromborn es una comuna francesa situada en el departamento de Mosela, en la región de Gran Este.

## Demografía
| 253 | 280 | 268 | 306 | 288 | 296 | 338 |
| Para los censos de 1962 a 1999 la población legal corresponde a la población sin duplicidades (Fuente: INSEE [Consultar]) |     |     |     |     |     |     |